# Mercury-Redstone BD

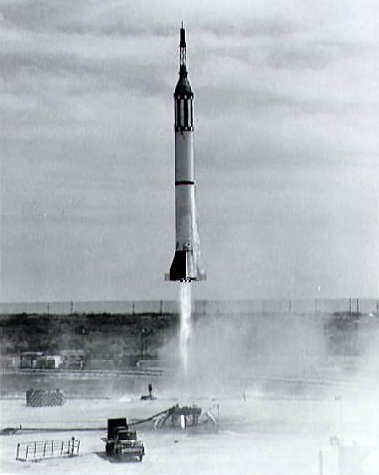
Start Mercury-Redstone BD

Mercury-Redstone BD (MR-BD) byl testovací let amerického programu Mercury. Test byl do programu přidán dodatečně, po selhání mise Mercury-Redstone 2 (MR-2). Název mise napovídá že se jednalo o test kombinace rakety Redstone a kosmické lodi Mercury, BD značí Booster Development (česky vývoj nosiče). Potíže předchozí mise MR-2 byly způsobeny servo ventilem, který nebyl schopen dodávat přesné množství peroxidu vodíku do plynového generátoru a to přetížilo palivové turbočerpadlo. Další problém byly harmonické vibrace, vznikající při aerodynamickém namáhání v horní sekci rakety. Problém s dodávkou paliva byl vyřešen modifikací omezovače tahu a vršek rakety byl vyztužen a bylo přidáno 95 kg izolace, pro utlumení vibrací.
Při testu byla použita pouze maketa lodi Mercury bez aktivního únikového systému, zpětných raket (retro rocket) a dopředných raket (posigrade rocket). Raketa vystoupala do výšky 183 km, dosáhla maximální rychlosti 8245 km/h a dopadla 494 km od místa startu. Přetížení dosáhlo hodnoty 11 g (108 m/s²). Raketa a kapsle Mercury spolu zůstaly spojeny po celou dobu letu a dopadly společně do Atlantského oceánu. Test MR-BD byl úspěšný a vedl k prvnímu americkému letu s lidskou posádkou Mercury-Redstone 3.